# Buchberg (Lausitzer Bergland)
Der Buchberg ist ein 460,3 m ü. NHN hoher Berg im Lausitzer Bergland. Er liegt in Hertigswalde, einem Ortsteil der Stadt Sebnitz im Landkreis Sächsische Schweiz-Osterzgebirge in Sachsen.

## Geographie
Der Berg liegt am Nordrand der Sächsischen Schweiz und zugleich am Rande des Sebnitzer Waldes im Lausitzer Bergland. Er grenzt im Westen an den Kaiserberg (495 m) und im Norden an den Tanečnice (599 m). Das geologische Grundgestein besteht aus mittelkörnigem Lausitzer Granodiorit. Der vorherrschende Bodentyp ist podsolige Braunerde. Der gesamte Berg liegt im Einzugsgebiet der Sebnitz und entwässert über die Elbe in die Nordsee. Der Buchberg ist ein Teil des FFH-Gebietes Sebnitzer Wald und Kaiserberg. Der obere Teil ist bewaldet, der größte Teil des Waldes besteht aus einer Monokultur der Gemeinen Fichte (Picea abies). Auf dem Nordhang liegen der Forellenschenke und auch zwei Seilbahnen, die zum Gipfel führen. Ein gelb markierter Wanderweg verbindet den Sebnitzer Busbahnhof mit dem Grenzübergang nach Tschechien, der am östlichen Fuß der Tanečnice liegt. Südöstlich des Gipfels verläuft der gelb markierte Ilse-Ohnesorge-Weg, der nach der Sebnitzer Landschaftsmalerin Ilse Ohnesorge (1866–1937) benannt ist. Durch den Südhang verläuft der blau markierte Dr.-Alfred-Meiche-Radwanderweg, benannt nach dem Heimatforscher Alfred Meiche (1870–1947).